# Tryptyk św. Anny w kościele Świętych Apostołów Piotra i Pawła w Kamiennej Górze
Tryptyk św. Anny w kościele Świętych Apostołów Piotra i Pawła w Kamiennej Górze – gotycki tryptyk szafisty św. Anny, znajdujący się w kościele Świętych Apostołów Piotra i Pawła w Kamiennej Górze.
Późnogotycki, drewniany, polichromowany ołtarz boczny przedstawiający św. Annę Samotrzecią, z ok. 1520 r., przywieziony w 1885 r. z kościoła Niepokalanego Poczęcia Najświętszej Maryi Panny z Raszowa.